# Media-educatie
Media-educatie leert mensen omgaan met diverse media om de informatie-uitwisseling in de maatschappij te kaderen. Men leert dat verschillende aanbieders, met verschillende doelen inhoud verspreiden, de keuzes die daaraan ten grondslag liggen, dat de inhoud op verschillende manieren te interpreteren is en dat dit de beeldvorming beïnvloedt. De rol van media-zenders, maar ook van eigen keuzes en inbreng wordt bij media-educatie inzichtelijk gemaakt. Mediawijsheid is een belangrijk onderdeel van media-educatie. De opvoeding tot kritische mediagebruiker is het doel van media-educatie. Nieuwswijsheid lijkt veel op mediawijsheid, maar met de focus op nieuws als een specifieke vorm van media-inhoud. Nieuwswijsheid omvat het vermogen nieuwsmedia te raadplegen, te evalueren en er zelf toe bij te dragen op verschillende manieren. Het wordt gedefinieerd als het geheel aan kennis en vaardigheden om actief nieuws te gebruiken, bewust en kritisch te begrijpen, en deel te nemen aan een complexe, veranderende en gemediatiseerde samenleving.

## Verschillende aanbieders

### Tegenstelling mediaconsument – producent
Bij veel media (bijvoorbeeld nieuwsmedia of amusement op televisie) is er een onderscheid tussen mediaconsumenten en mediaproducenten. Mediaconsumenten hebben weinig directe invloed op de media-inhoud, mediaproducenten bepalen wat zij de ontvangers brengen. De tegenstelling tussen consument en producent vervaagt bij interactieve media, waarbij mediaconsumenten vaak zelf een (veel) rol kunnen spelen (bijvoorbeeld Wikipedia).

### Tegenstelling platform – inhoud
Om verschillen tussen media te leren, werd traditioneel een onderscheid gemaakt tussen platforms (tv, radio, internet). De WRR stelt echter voor om te kijken naar functies van media en onderscheidt nieuws, opinievorming & achtergrond, vermaak, kunst & cultuur, specifieke informatievoorziening en commerciële uitingen/voorlichting. Een nieuwsvoorzienend medium als de Volkskrant kan bijvoorbeeld gebruikmaken van allerlei platforms.

### Diversiteit aanbod/aanbieders
Door media-educatie wordt ook het belang van een verscheiden aanbod (pluriformiteit) bij het vormen van een afgewogen mening duidelijker. En ook door een vergelijking van verschillende media leert men hoe de media werken.

## Verschillende doeleinden en keuzes
Media-educatie geeft inzicht in de keuzes die mediaproducenten maken om hun inhoud over te brengen. Elk medium kan een andere weergave geven, dus een vergelijking van de weergave door verschillende media (bijvoorbeeld verschillende online kranten) levert inzicht in de processen van selectie en weergave van inhoud. Bijvoorbeeld: AD richt zich meer op sportliefhebbers en zal meer sportnieuws brengen en dit ook uitgebreider doen.

## Interpretatie en beeldvorming
De zender heeft invloed op welke inhoud de ontvanger ontvangt en in welke vorm, de ontvanger zelf interpreteert echter ook deze inhoud. Beeldvorming is deels actief en deels passief. Bij media-educatie is het de bedoeling dat de deelnemers veel bewuster worden van de manier waarop zij een beeld vormen met behulp van media-inhoud.

## Media-educatie in Nederland
In Nederland zijn de meeste media-educatie-initiatieven gericht op internet en audiovisuele media. Bij CKV leren leerlingen bijvoorbeeld videopresentaties maken. Ook waarschuwen veel organisaties voor de invloed van seks en geweld op televisie en internet. Media-educatie-activiteiten met betrekking tot nieuwsvoorziening in het algemeen en het vergelijken van (online en offline) nieuwsmedia zijn ondergebracht bij Nieuws in de klas (voorheen Krant in de Klas), het educatieve platform van NDP Nieuwsmedia.